# Лоретт, Франц
Франц Лоретт (фр. Franz Lorette; 15 июня 1935, Моленбек — 21 апреля 2016, Шомон-Жисту, Валлония) — бельгийский хоккеист на траве, полевой игрок. Участник летних Олимпийских игр 1956, 1960 и 1964 годов.

## Биография
Франц Лоретт родился 15 июня 1935 года в бельгийской коммуне Моленбек-Сен-Жан.
Играл в хоккей на траве за брюссельский «Даринг» и антверпенский «Амикале».
В 1956 году вошёл в состав сборной Бельгии по хоккею на траве на летних Олимпийских играх в Мельбурне, занявшей 7-е место. Играл в поле, провёл 3 матча, мячей не забивал.
В 1960 году вошёл в состав сборной Бельгии по хоккею на траве на летних Олимпийских играх в Риме, занявшей 11-е место. Играл в поле, провёл 2 матча, мячей не забивал.
В 1964 году вошёл в состав сборной Бельгии по хоккею на траве на летних Олимпийских играх в Токио, поделившей 11-12-е места. Играл в поле, провёл 4 матча, мячей не забивал.
Умер 21 апреля 2016 года в бельгийской коммуне Шомон-Жисту.